# Autostrada Torino - Savona
Autostrada Torino - Savona S.p.A. è stata una azienda italiana che operava nel settore della gestione in concessione di tratti autostradali. È stato l'ente esercente concessionario dell'ANAS fino al 1º novembre 2017 per la gestione dell'Autostrada A6.

## Storia
È stata fondata il 5 giugno 1956 a Torino, con il nome di Autostrada Ceva-Savona S.p.A., con l'obiettivo di costruire e gestire il collegamento autostradale tra Ceva e Savona.
I soci fondatori sono stati Fiat con il 59.7%, Autostrada Torino-Milano S.p.A con il 2.5% e Sita, Unione Cementi Marchino, Pirelli, Michelin, Cassa di Risparmio di Torino, Comune di Torino, Provincia di Torino, San Paolo di Torino, Unione Industriali di Torino, tutti con l'1.7%.
Nel 1982 entra nell'orbita del gruppo IRI-Italstat, perché viene acquisita da Società Autostrade Concessioni e Costruzioni.
Nel 1984 viene ridenominata Autostrada Torino-Savona - ATS S.p.A.
Nel 2012 il pacchetto azionario del 99,98% posseduto da Autostrade per l'Italia viene ceduto alla controllata del gruppo SIAS, Autostrada dei Fiori S.p.A..
Il 13 settembre 2016 l’Autostrada dei Fiori S.p.A. ha acquisito le 66.253 azioni di Autostrada Torino-Savona S.p.A. detenute da Finanziaria Città di Torino Holding S.p.A., pari allo 0,02% del capitale sociale. Pertanto ATS era detenuta da un socio unico e ADF era titolare di n. 311.000.000 azioni, rappresentanti il 100% del capitale sociale.
Il 1º novembre 2017 la società Autostrada dei Fiori S.p.A. ha incorporato per fusione la società Autostrada Torino-Savona S.p.A..

## Dati societari precedenti alla fusione
- Ragione sociale: Autostrada Torino Savona - A.T.S. S.p.A.
- Sede societaria: Corso Trieste 170 - 10024 Moncalieri (To)
- Presidente: Giovanni Quaglia
- Partita Iva: 00468430012